# Staffan Rosén (filolog)

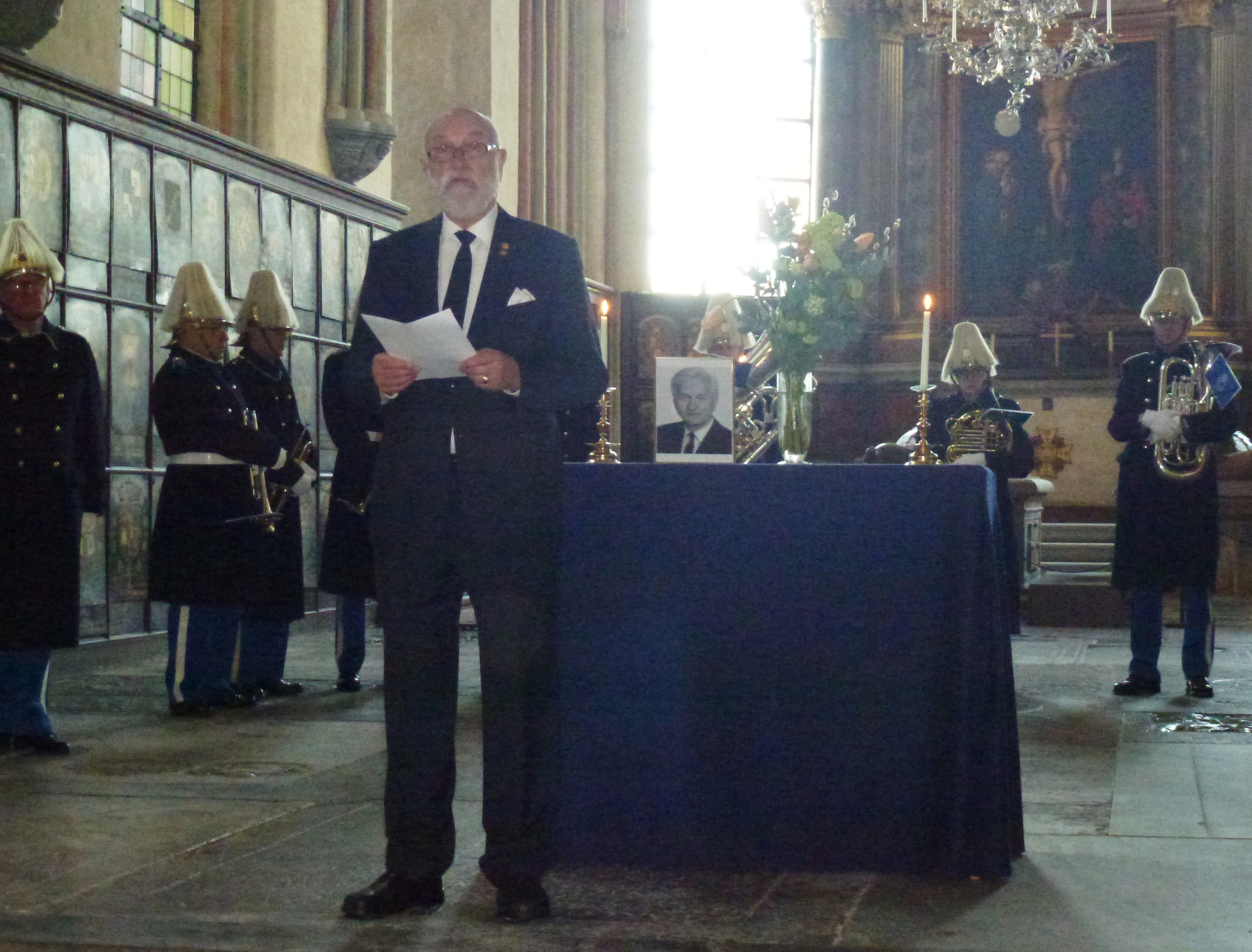
Staffan Rosén vid serafimerringning i Riddarholmskyrkan.

Karl Johan Staffan Rosén, född 9 juli 1944 i Kristdala församling, Kalmar län, är en svensk professor emeritus i Koreas språk och kultur vid Stockholms universitet, tidigare vice ordenskansler tillika sekreterare vid Kungl. Maj:ts Orden 2011–2018. Rosén är också ledamot av Kungl. Sällskapet Pro Patria och satt i dess direktion till och med 2018.

## Utmärkelser i urval
- Carl XVI Gustafs jubileumsminnestecken III (CXVIG:sJmtIII, 2016) med anledning av Konung Carl XVI Gustafs 70-årsdag
- Carl XVI Gustafs jubileumsminnestecken II (CXVIG:sJmtII, 2013) med anledning av Konung Carl XVI Gustafs 40-års regeringsjubileum
- Kronprinsessan Victorias och Prins Daniels bröllopsminnesmedalj (VD:sBMM, 2010)
- H. M. Konungens medalj i guld av 12:e storleken med Serafimerordens band (Kon:sGM12mserafb, 2014) för förtjänstfulla insatser vid Kungl. Maj:ts Orden
- Storkors av Finlands Lejons orden (StkFinlLO 2022, tidigare KFinlLO1kl)
- Kommendör av Isländska Falkorden med stjärna (KIFOmstj)
- Storofficer av Italienska republikens förtjänstorden (StOffItRFO, 2019)[5]
- Storofficer av Förbundsrepubliken Tysklands förtjänstorden (StOffTyskRFO)
- Kommendör av Franska Hederslegionen (KFrHL)
- Kommendör av Lettiska Tre Stjärnors orden (KLettTSO)
- Påvliga Heliga gravens ordens förtjänstkors av 2:a klassen (PåvlHGO:sFK2kl, 2017)
- Ledamot av Kungl. Vitterhetsakademien (LHA, 1994)[6]
- Hedersdoktor vid Rysslands  Vetenskapsakademi i Moskva